# Liste der Naturdenkmale in Hardheim
| Naturdenkmale | Anzahl |
| ------------- | ------ |
| FND           | 3      |
| END           | 26     |
| Gesamt        | 29     |

Die Liste der Naturdenkmale in Hardheim nennt die verordneten Naturdenkmale (ND) der im baden-württembergischen Neckar-Odenwald-Kreis liegenden Gemeinde Hardheim. In Hardheim gibt es insgesamt 29 als Naturdenkmal geschützte Objekte, davon 3 flächenhafte Naturdenkmale (FND) und 26 Einzelgebilde-Naturdenkmale (END).
Stand: 31. Oktober 2016.

## Flächenhafte Naturdenkmale (FND)
| Name                            | Bild | Kennung     | Einzelheiten | Position | Fläche Hektar | Datum         |
| ------------------------------- | ---- | ----------- | ------------ | -------- | ------------- | ------------- |
| Dolinen im Seewald              |      | 82250320801 | Hardheim     | ⊙        | 1,3           | 15. Sep. 1989 |
| Steilhang der Feste Schweinberg |      | 82250320802 | Hardheim     | ⊙        | 1,8           | 15. Sep. 1989 |
| Unteres Tal                     |      | 82250320804 | Hardheim     | ⊙        | 1,8           | 17. Mai 1994  |
| Legende für Naturdenkmal        |      |             |              |          |               |               |

## Einzelgebilde (END)
| Name                             | Bild | Kennung     | Einzelheiten | Position | Fläche Hektar | Datum        |
| -------------------------------- | ---- | ----------- | ------------ | -------- | ------------- | ------------ |
| Ahorn                            |      | 82250320826 | Hardheim     | ???      | 0,0           | 1. März 1984 |
| Alte Linde bei der Josefkapelle  |      | 82250320801 | Hardheim     | ⊙        | 0,0           | 1. März 1984 |
| Birnbaum                         |      | 82250320824 | Hardheim     | ???      | 0,0           | 1. März 1984 |
| Buche                            |      | 82250320808 | Hardheim     | ???      | 0,0           | 1. März 1984 |
| Drei Eichen                      |      | 82250320825 | Hardheim     | ???      | 0,0           | 1. März 1984 |
| Drei Kastanien bei Kapellchen    |      | 82250320823 | Hardheim     | ???      | 0,0           | 1. März 1984 |
| Dreißig Linden, eine Roßkastanie |      | 82250320819 | Hardheim     | ???      | 0,0           | 1. März 1984 |
| Eiche                            |      | 82250320806 | Hardheim     | ???      | 0,0           | 1. März 1984 |
| Eiche                            |      | 82250320807 | Hardheim     | ???      | 0,0           | 1. März 1984 |
| Eiche                            |      | 82250320815 | Hardheim     | ???      | 0,0           | 1. März 1984 |
| Elsbeere, Linde, Kastanie        |      | 82250320802 | Hardheim     | ???      | 0,0           | 1. März 1984 |
| Esche                            |      | 82250320818 | Hardheim     | ???      | 0,0           | 1. März 1984 |
| Friedenslinde                    |      | 82250320821 | Hardheim     | ???      | 0,0           | 1. März 1984 |
| Linde am Brunnen                 |      | 82250320805 | Hardheim     | ???      | 0,0           | 1. März 1984 |
| Linde                            |      | 82250320814 | Hardheim     | ???      | 0,0           | 1. März 1984 |
| Linde                            |      | 82250320817 | Hardheim     | ???      | 0,0           | 1. März 1984 |
| Lindenallee am Bahnhof           |      | 82250320813 | Hardheim     | ⊙        | 0,0           | 1. März 1984 |
| Robinie im Friedhof              |      | 82250320809 | Hardheim     | ???      | 0,0           | 1. März 1984 |
| Sechs Eschen mit Bildstock       |      | 82250320822 | Hardheim     | ???      | 0,0           | 1. März 1984 |
| Ulme                             |      | 82250320803 | Hardheim     | ???      | 0,0           | 1. März 1984 |
| Zwei Akazien                     |      | 82250320820 | Hardheim     | ???      | 0,0           | 1. März 1984 |
| Zwei Kastanien                   |      | 82250320811 | Hardheim     | ???      | 0,0           | 1. März 1984 |
| Zwei Linden mit Bildstock        |      | 82250320804 | Hardheim     | ???      | 0,0           | 1. März 1984 |
| Zwei Linden                      |      | 82250320812 | Hardheim     | ???      | 0,0           | 1. März 1984 |
| Zwei Linden                      |      | 82250320816 | Hardheim     | ???      | 0,0           | 1. März 1984 |
| Zwei Ulmen mit Kreuzigungsgruppe |      | 82250320810 | Hardheim     | ???      | 0,0           | 1. März 1984 |
| Legende für Naturdenkmal         |      |             |              |          |               |              |